# Soye (Doubs)
Pour les articles homonymes, voir Soye.
Soye est une commune française située dans le département du Doubs, la région culturelle et historique de Franche-Comté et la région administrative Bourgogne-Franche-Comté.
Les habitants de Soye sont appelés les Soyots et Soyottes.

## Géographie
Soye est un village d'habitat groupé situé au creux d'une vallée entourée de collines s'élevant à près de 400 mètres, et couvertes de forêts et de pâturages. L'altitude moyenne estimée de cette commune est de 310m.
Le village originel est concentré autour de son église. Les grandes fermes comtoises, massives, se serrent le long de trois  rues aboutissant à l'église et au lavoir. Un faubourg s'étire le long de la route menant à Clerval. Les écarts sont peu nombreux. Le village est relativement  isolé : Clerval et L'Isle, villes de la vallée du Doubs offrant tous commerces et services (et desservies par le train) sont à six et huit kilomètres. L'autoroute A36 est à 15 km. 
La rivière du même nom La Soye est issue d'une résurgence et se jette dans le Doubs.
Sur le plateau calcaire au-dessus du village se trouve le gouffre de Pourpevelle, avec 11 km de galeries. Ce réseau, qui comprend des rivières souterraines et des passages très étroits, est accessible à des spéléologues aguerris.

### Climat
Pour des articles plus généraux, voir Climat de la Bourgogne-Franche-Comté et Climat du Doubs.
En 2010, le climat de la commune est de type climat de montagne, selon une étude du Centre national de la recherche scientifique s'appuyant sur une série de données couvrant la période 1971-2000. En 2020, Météo-France publie une typologie des climats de la France métropolitaine dans laquelle la commune est exposée à un climat semi-continental et est dans la région climatique  Jura, caractérisée par une forte pluviométrie en toutes saisons (1 000 à 1 500 mm/an), des hivers rigoureux et un ensoleillement médiocre. 
Pour la période 1971-2000, la température annuelle moyenne est de 10 °C, avec une amplitude thermique annuelle de 17,1 °C. Le cumul annuel moyen de précipitations est de 1 191 mm, avec 13 jours de précipitations en janvier et 10,4 jours en juillet. Pour la période 1991-2020, la température moyenne annuelle observée sur la station météorologique de Météo-France la plus proche, « Branne_sapc », sur la commune de Branne à 8 km à vol d'oiseau, est de 11,1 °C et le cumul annuel moyen de précipitations est de 1 127,0 mm. 
La température maximale relevée sur cette station est de 39 °C, atteinte le 7 août 2015 ; la température minimale est de −19,8 °C, atteinte le 20 décembre 2009,,. 
Les paramètres climatiques de la commune ont été estimés pour le milieu du siècle (2041-2070) selon différents scénarios d'émission de gaz à effet de serre à partir des nouvelles projections climatiques de référence DRIAS-2020. Ils sont consultables sur un site dédié publié par Météo-France en novembre 2022.

## Urbanisme

### Typologie
Au 1er janvier 2024, Soye est catégorisée commune rurale à habitat dispersé, selon la nouvelle grille communale de densité à 7 niveaux définie par l'Insee en 2022.
Elle est située hors unité urbaine. Par ailleurs la commune fait partie de l'aire d'attraction de Montbéliard, dont elle est une commune de la couronne,. Cette aire, qui regroupe 137 communes, est catégorisée dans les aires de 50 000 à moins de 200 000 habitants,.

### Occupation des sols
L'occupation des sols de la commune, telle qu'elle ressort de la base de données européenne d’occupation biophysique des sols Corine Land Cover (CLC), est marquée par l'importance des territoires agricoles (61,3 % en 2018), en diminution par rapport à 1990 (62,5 %). La répartition détaillée en 2018 est la suivante : 
forêts (36,9 %), prairies (33 %), terres arables (28,3 %), zones urbanisées (1,8 %). L'évolution de l’occupation des sols de la commune et de ses infrastructures peut être observée sur les différentes représentations cartographiques du territoire : la carte de Cassini (XVIIIe siècle), la carte d'état-major (1820-1866) et les cartes ou photos aériennes de l'IGN pour la période actuelle (1950 à aujourd'hui).

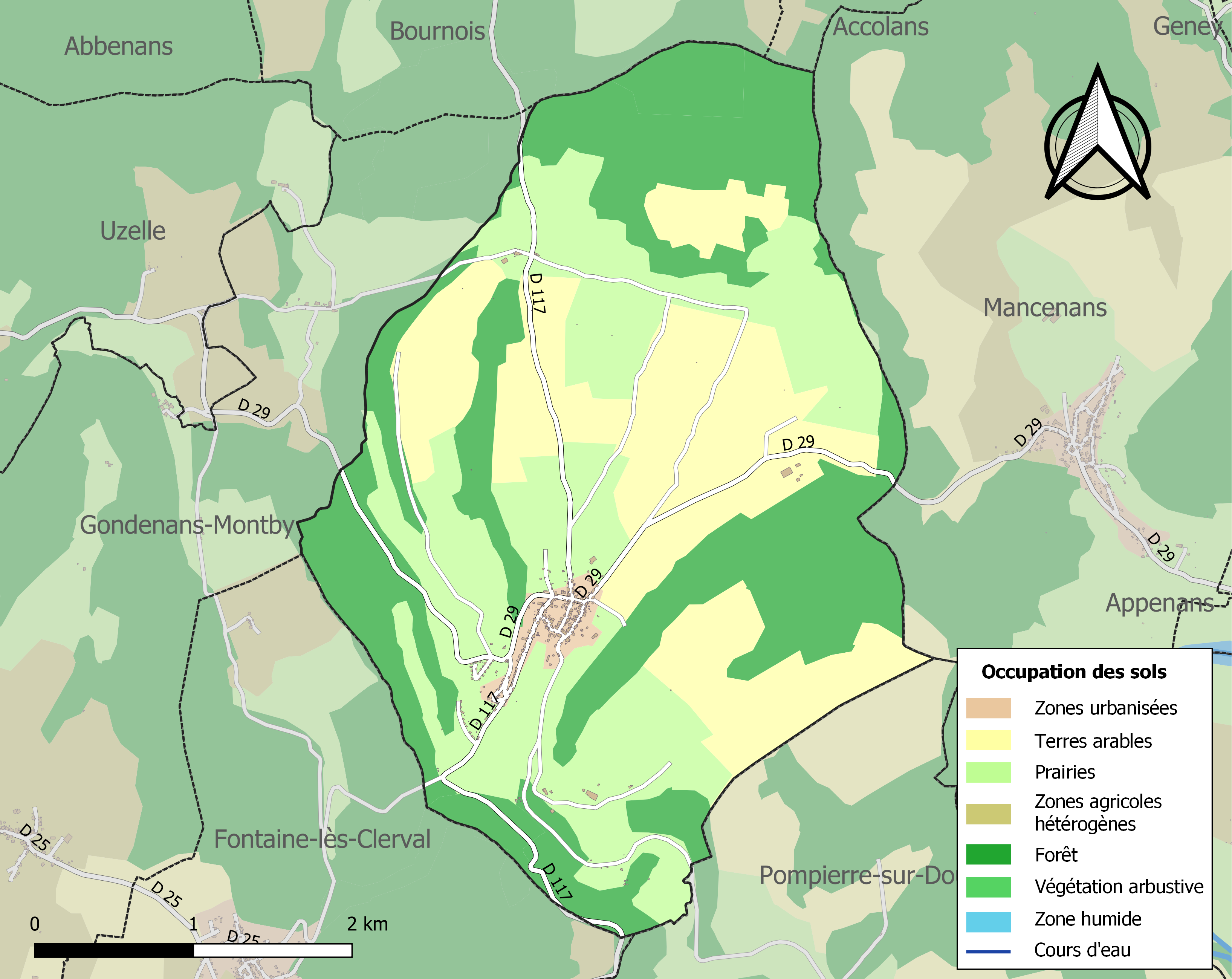
Carte des infrastructures et de l'occupation des sols de la commune en 2018 (CLC).

## Économie
Le village qui comptait près de cent ménages de cultivateurs en 1960, en compte moins d'une dizaine aujourd'hui. Les habitants pour la plupart travaillent dans les entreprises situées dans la vallée du Doubs et le Pays de Montbéliard.
Le taux d'activité est de 79 % parmi les '15-64 ans', (soit 161 personnes sur un total de 203 en 2009), mais seules 36 personnes exercent une activité professionnelle sur la commune même.

### Entreprises
La commune de Soye comptait 14 entreprises en 2010.
- 7 du secteur agricole soit 50 % ;
- 5 entreprises de construction soit 35,7 % ;
- 1 entreprise de commerces et services soit 7,1 %.

La forêt communale de Soye, selon l'ONF qui la gère, représente 3, 41 km2 (3410 hectares)

### Logement
L'Insee dénombrait en 2009, 179 logements sur la commune  dont 141 résidences principales  et 14  résidences secondaires. Un mouvement de population de familles jeunes vers le village, depuis les centres urbains considérées comme moins attractifs, a conduit à la création par la commune d'un lotissement sur la route d'Uzelle. Ce facteur explique l'évolution notable de la population (+30 % en cinq ans, voir infra). Ont été recensées huit naissances au cours de l'année 2011.

## Histoire
Altare de Soyis en 1142 ; Soies en 1181 ; Soye en 1259 ; Soes en 1277 ; Soie en 1600.

## Politique et administration
Soye appartient à la communauté de communes des Deux Vallées Vertes (Canton: l'Isle-sur-le-Doubs).
| Période                                  | Période                     | Identité                                       | Étiquette | Qualité     |
| ---------------------------------------- | --------------------------- | ---------------------------------------------- | --------- | ----------- |
| mars 2001                                | 2014                        | Roger Mourot                                   |           |             |
| mars 2014                                | En cours (au 1er juin 2020) | François Ciresa Réélu pour le mandat 2020-2026 | SE        | Agriculteur |
| Les données manquantes sont à compléter. |                             |                                                |           |             |

## Démographie
L'évolution du nombre d'habitants est connue à travers les recensements de la population effectués dans la commune depuis 1793. Pour les communes de moins de 10 000 habitants, une enquête de recensement portant sur toute la population est réalisée tous les cinq ans, les populations de référence des années intermédiaires étant quant à elles estimées par interpolation ou extrapolation. Pour la commune, le premier recensement exhaustif entrant dans le cadre du nouveau dispositif a été réalisé en 2006.

En 2022, la commune comptait 364 habitants, en évolution de −5,45 % par rapport à 2016 (Doubs : +1,88 %, France hors Mayotte : +2,11 %).
| 1793 | 1800 | 1806 | 1821 | 1831 | 1836 | 1841 | 1846 | 1851 |
| ---- | ---- | ---- | ---- | ---- | ---- | ---- | ---- | ---- |
| 602  | 559  | 604  | 674  | 763  | 801  | 789  | 762  | 761  |

| 1856 | 1861 | 1866 | 1872 | 1876 | 1881 | 1886 | 1891 | 1896 |
| ---- | ---- | ---- | ---- | ---- | ---- | ---- | ---- | ---- |
| 606  | 626  | 626  | 561  | 583  | 534  | 510  | 508  | 459  |

| 1901 | 1906 | 1911 | 1921 | 1926 | 1931 | 1936 | 1946 | 1954 |
| ---- | ---- | ---- | ---- | ---- | ---- | ---- | ---- | ---- |
| 432  | 415  | 425  | 372  | 351  | 308  | 290  | 301  | 265  |

| 1962 | 1968 | 1975 | 1982 | 1990 | 1999 | 2006 | 2011 | 2016 |
| ---- | ---- | ---- | ---- | ---- | ---- | ---- | ---- | ---- |
| 256  | 230  | 218  | 238  | 247  | 252  | 284  | 370  | 385  |

| 2021 | 2022 | - | - | - | - | - | - | - |
| ---- | ---- | - | - | - | - | - | - | - |
| 376  | 364  | - | - | - | - | - | - | - |

## Culture locale et patrimoine

### Lieux et monuments
- Église Saint-Dizier : église avec un clocher à l'impériale construite en 1836. Actuellement, ce lieu de culte est desservi par le diocèse de Belfort-Montbéliard, au sein de la paroisse Les Trois Rois.
- Château de Soye du XVIIIe siècle, propriété privée, dont les tours sont inscrites monument historique en 1991.
- La salle des fêtes est installée dans les locaux de l'ancienne fromagerie, qui fonctionnait sur le modèle des fruitière du Jura.
- Chapelle sainte Anne. Protégé de l'épidémie du choléra en 1851, les habitants de Soye exécutèrent en reconnaissance leur promesse : construire une chapelle sur la colline des Sarrazins si le village était épargné. Les travaux commencèrent en 1854 et la bénédiction de la chapelle eut lieu deux années plus tard. Une statue de sainte Anne enseignant la Vierge datant du XIIIe siècle fut placé dans la chapelle pour y être vénérée. D'autres travaux eurent lieu en 1888 : installation d'un encadrement de porte surmonté d'un arc de pierre et d'une croix (toujours visible), nouveau clocheton, aménagent d'une cavité en contrebas de la chapelle pour y placée une statue de Notre-Dame de Lourdes. La même année fut béni le chemin de croix présent le long du sentier menant à la chapelle par Mgr Dubillard. En 1946, un escalier en ciment fut installé devant la chapelle pour faciliter l'accès. En 1947 le chemin de croix et restauré, en 1948 c'est au tour de la toiture de la chapelle de l'être puis en 1953 au clocheton (démoli par la foudre).
- Oratoire : en bordure de la route de l'Isle se dresse un petit oratoire depuis 1843 avec un toit de lave d'origine.

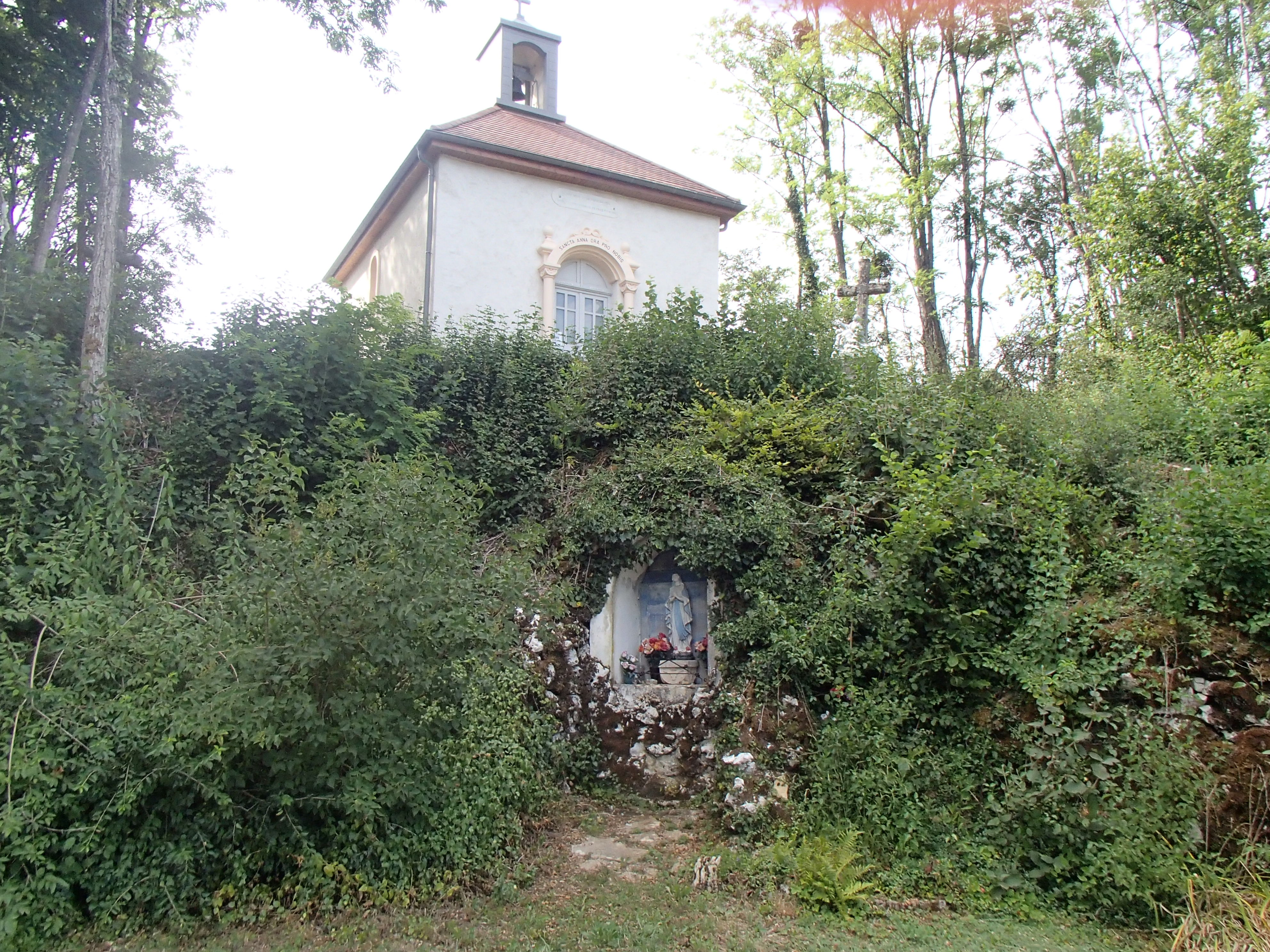
Chapelle sainte Anne

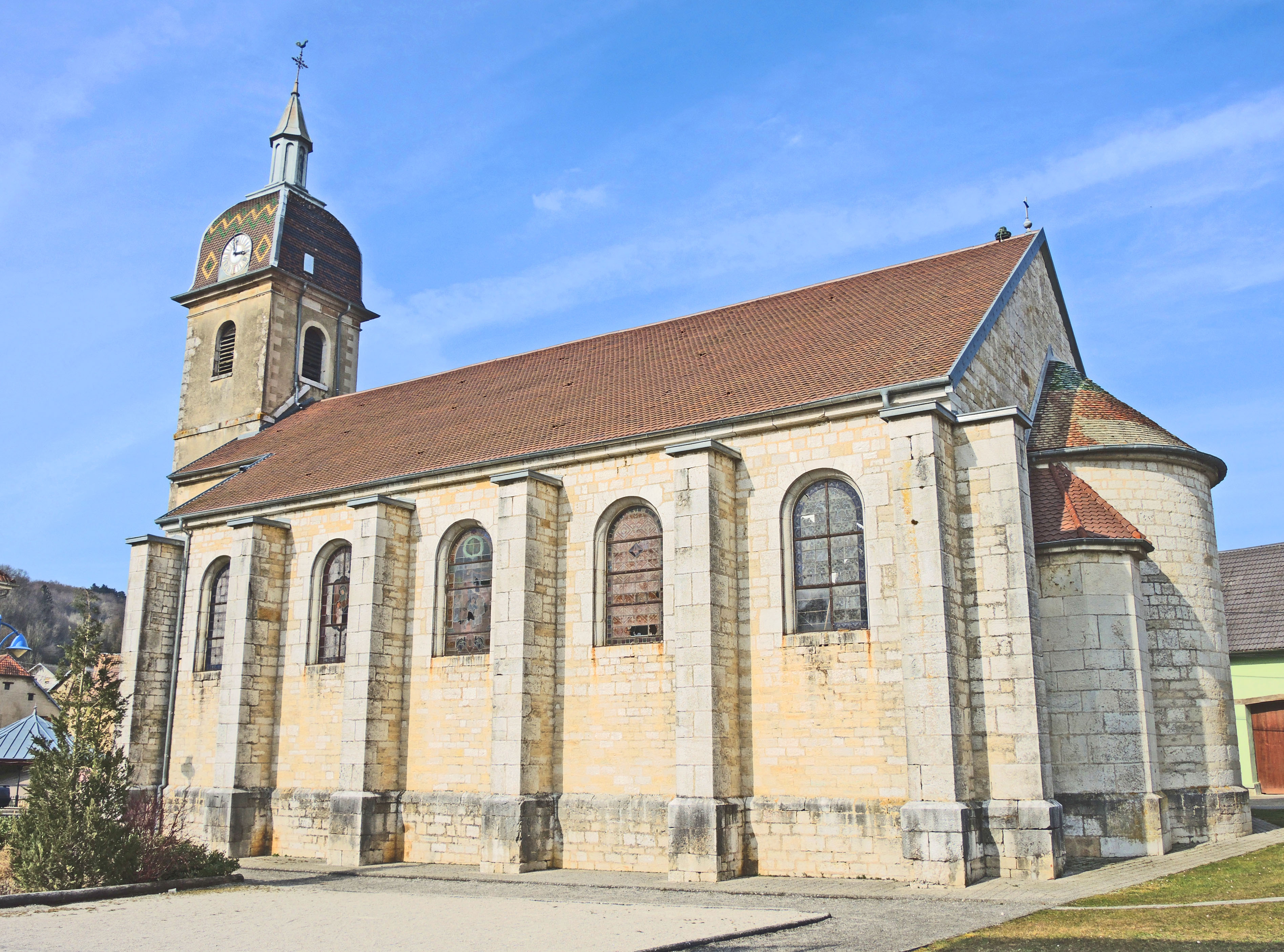
Église de Soye.
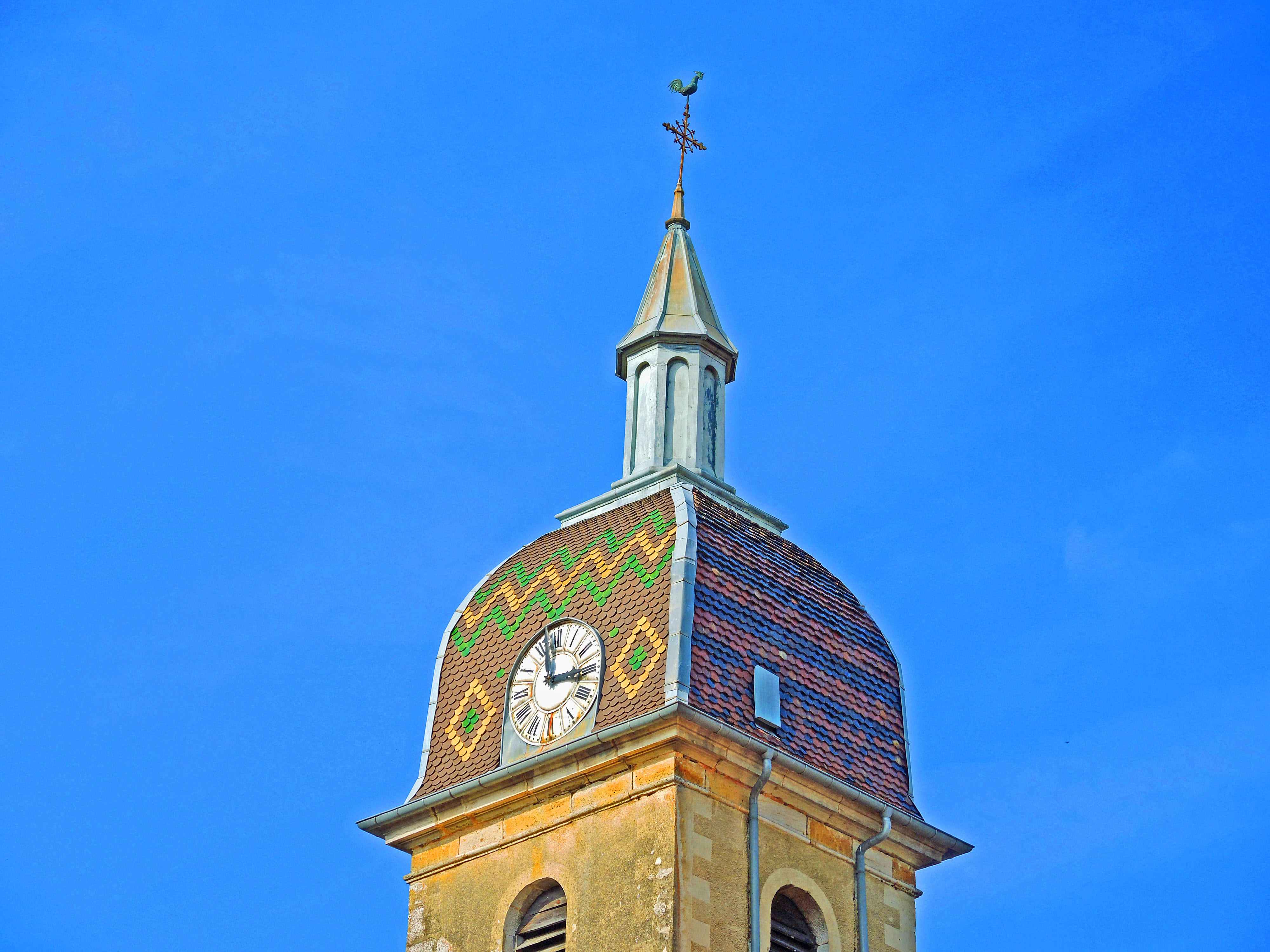
Clocher comtois de Soye.
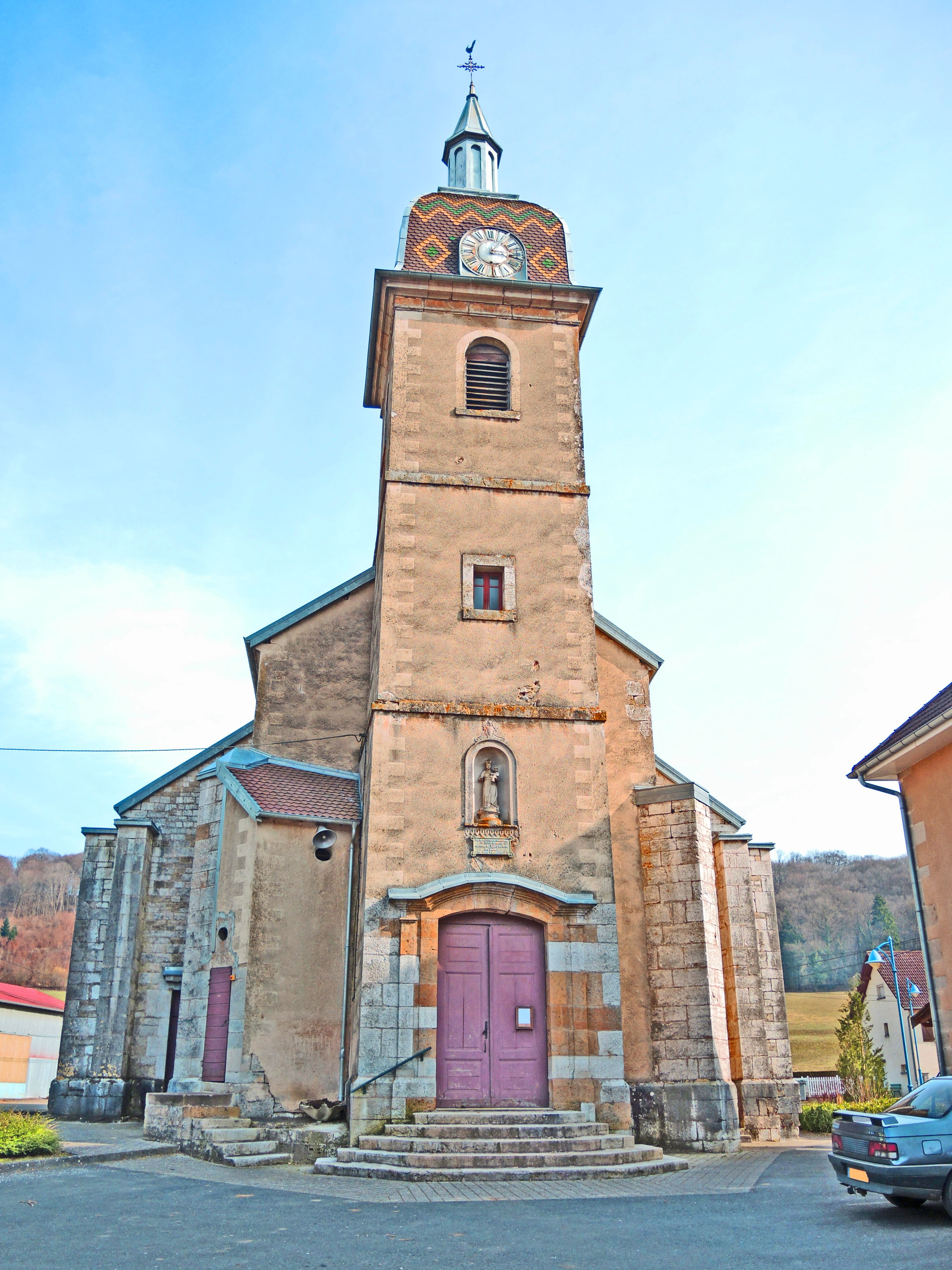
Façade de l'église de Soye.
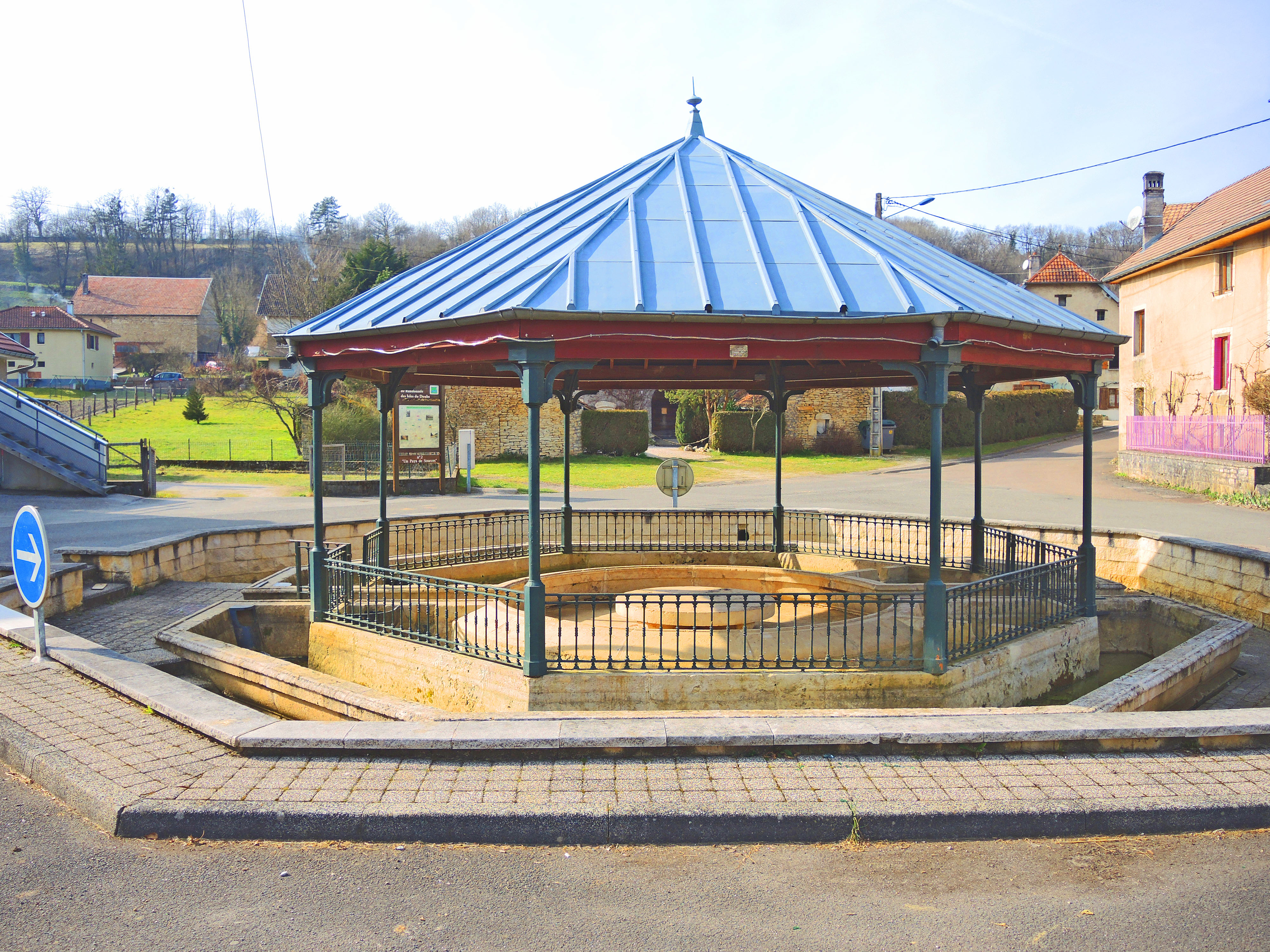
Fontaine-lavoir, devant l'église de Soye.
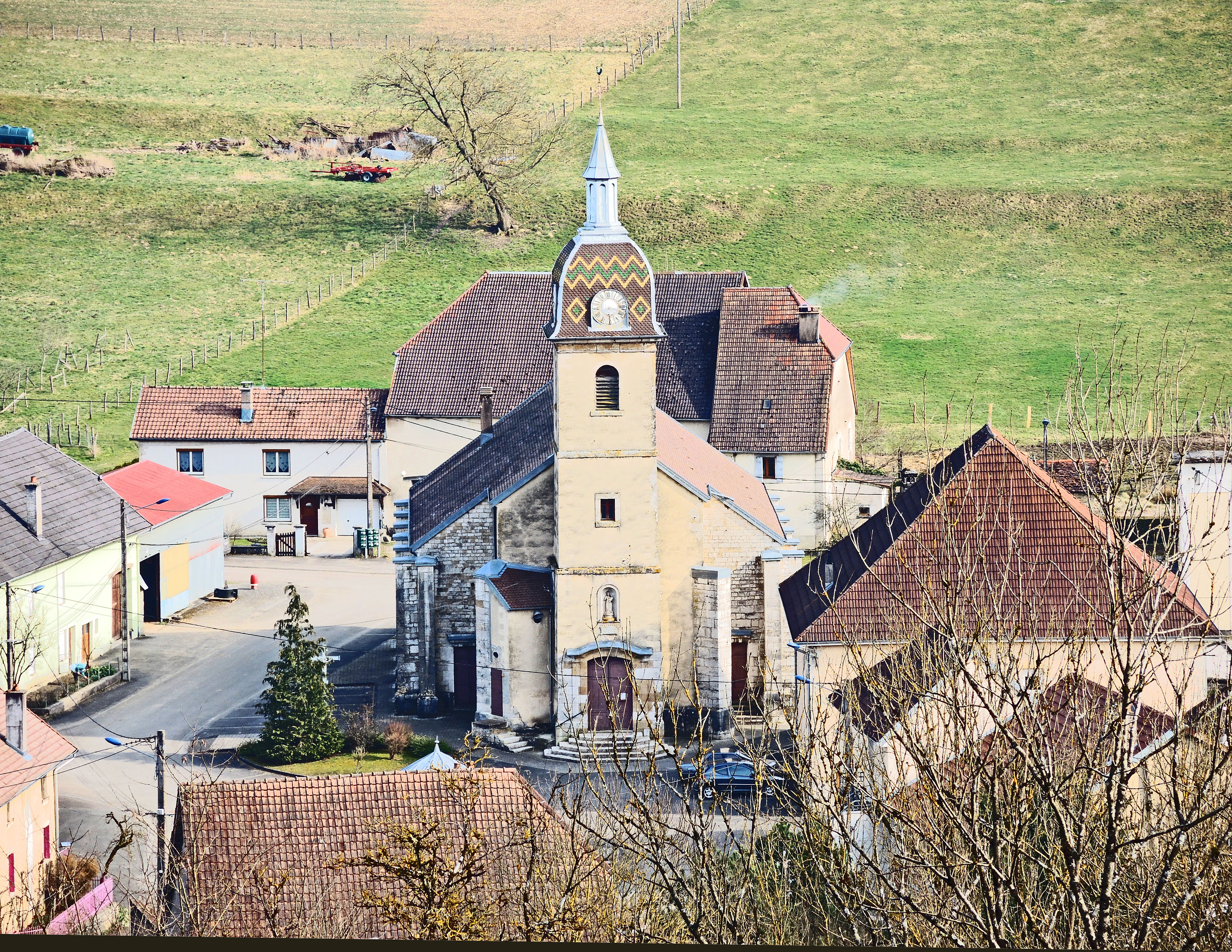
Panorama sur le centre du village de Soye.
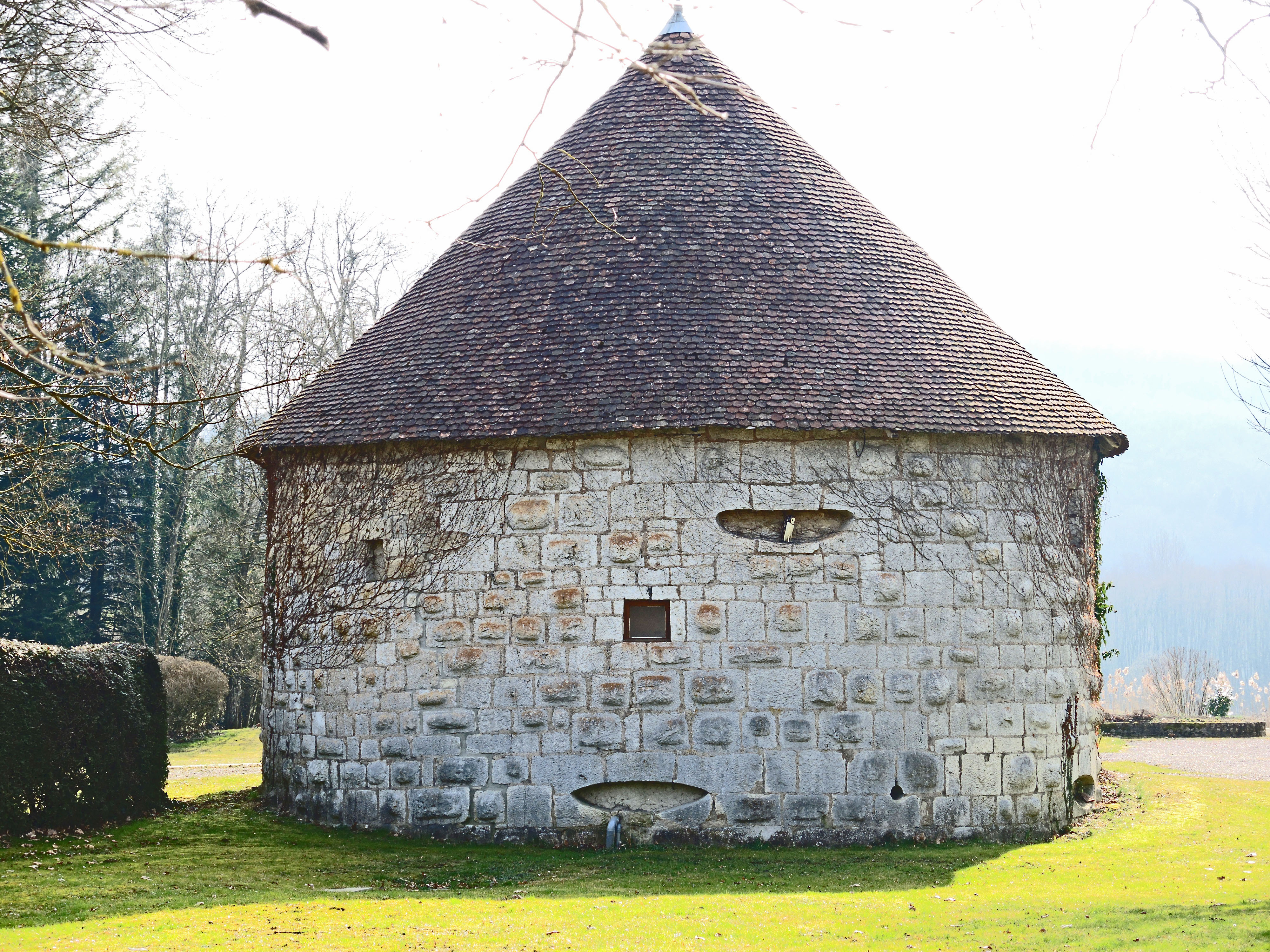
Tour Est, de l'ancien château de Soye.
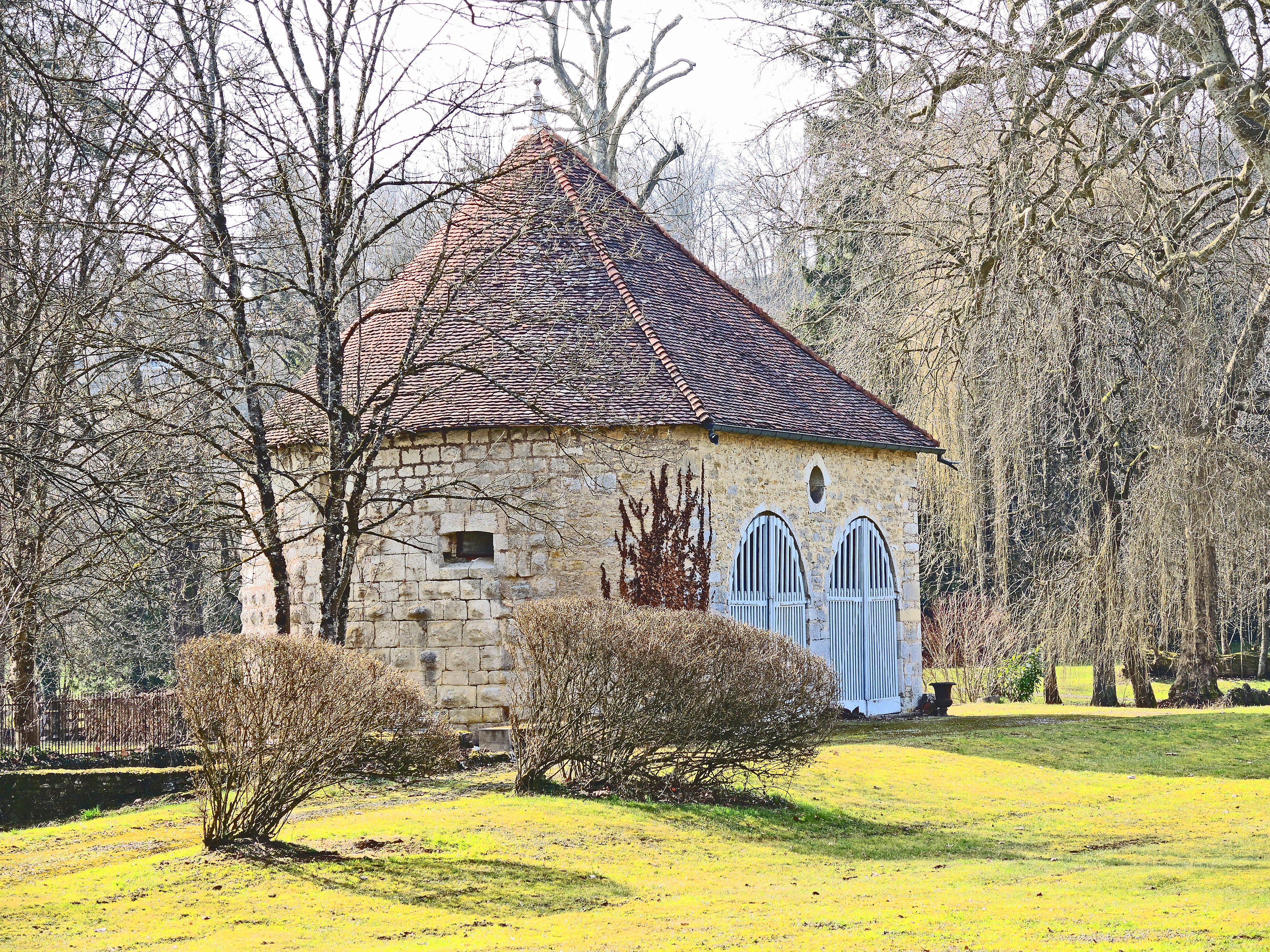
Tour Ouest de l'ancien château de Soye.

### Personnalités liées à la commune
- Cardinal Dubillard. Né dans la commune le 16 février 1845 dans une famille de modestes paysans, il entre au séminaire de Consolation (dans le diocèse de Besançon) puis rejoint le séminaire de Besançon. Ordonné prêtre, il devient quelques années plus tard missionnaire apostolique, vicaire général du diocèse de Besançon, archidiacre de Saint-Ferjeux, supérieur de grand séminaire de Besançon puis évêque de Quimper et du Léon en 1899. Docteur en théologie, il publia en 1884 un ouvrage en latin de quatre volumes. Estimé par pape Léon XIII, celui-ci désira prendre ses conseils et le rapproche de Rome en le nommant archevêque de Chambéry en 1907. Le pape Léon XIII tint compte des conseils du cardinal Dubillard notamment après la séparation de l'Eglise et de l'Etat. Il décéda le 1er décembre 1916 à Chambéry, son corps repose dans la cathédrale de cette ville. Un buste érigé à sa mémoire en 1916 dans la nef gauche de l'église paroissiale de Soye en rappel le souvenir.

### Héraldique
| Blason de Soye | Blason  | Tiercé en pairle renversé : au 1er de sinople à une tête de cheval coupée d'argent, bridée de gueules, au 2e de gueules à un chêne d'or, au 3e d'argent à trois fasces ondées d'azur ; à une épée basse d'argent garnie d'or, brochant sur le tout. |
| Blason de Soye | Détails | Création Jean-François Binon. Adoptée. |